# 千葉県道177号勝浦上野大多喜線
千葉県道177号勝浦上野大多喜線（ちばけんどう177ごう かつうらうえのおおたきせん）は、千葉県勝浦市と夷隅郡大多喜町を結ぶ一般県道。

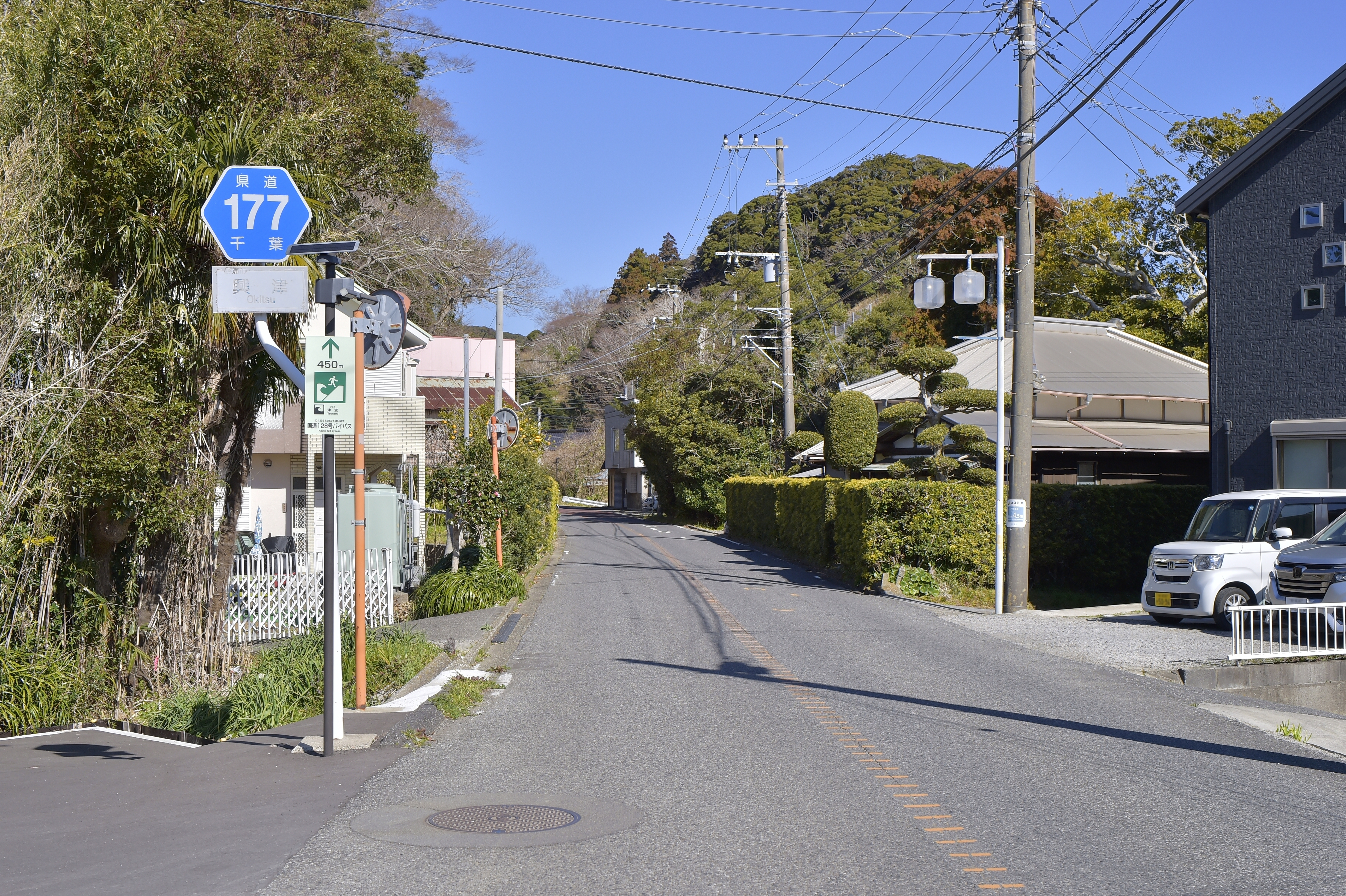
千葉県道177号勝浦上野大多喜線・勝浦市興津（2023年2月）

## 路線データ
- 起点：勝浦市興津（興津坂入口交差点、国道128号交点）
- 終点：夷隅郡大多喜町市川（国道465号交点）
- 総延長：16.196 km（夷隅土木事務所管内：16.196 km[1]）
- 重用延長：1.429 km（夷隅土木事務所管内：1.429 km）
- 実延長：14.767 km（夷隅土木事務所管内：14.767 km[1]）

## 地理

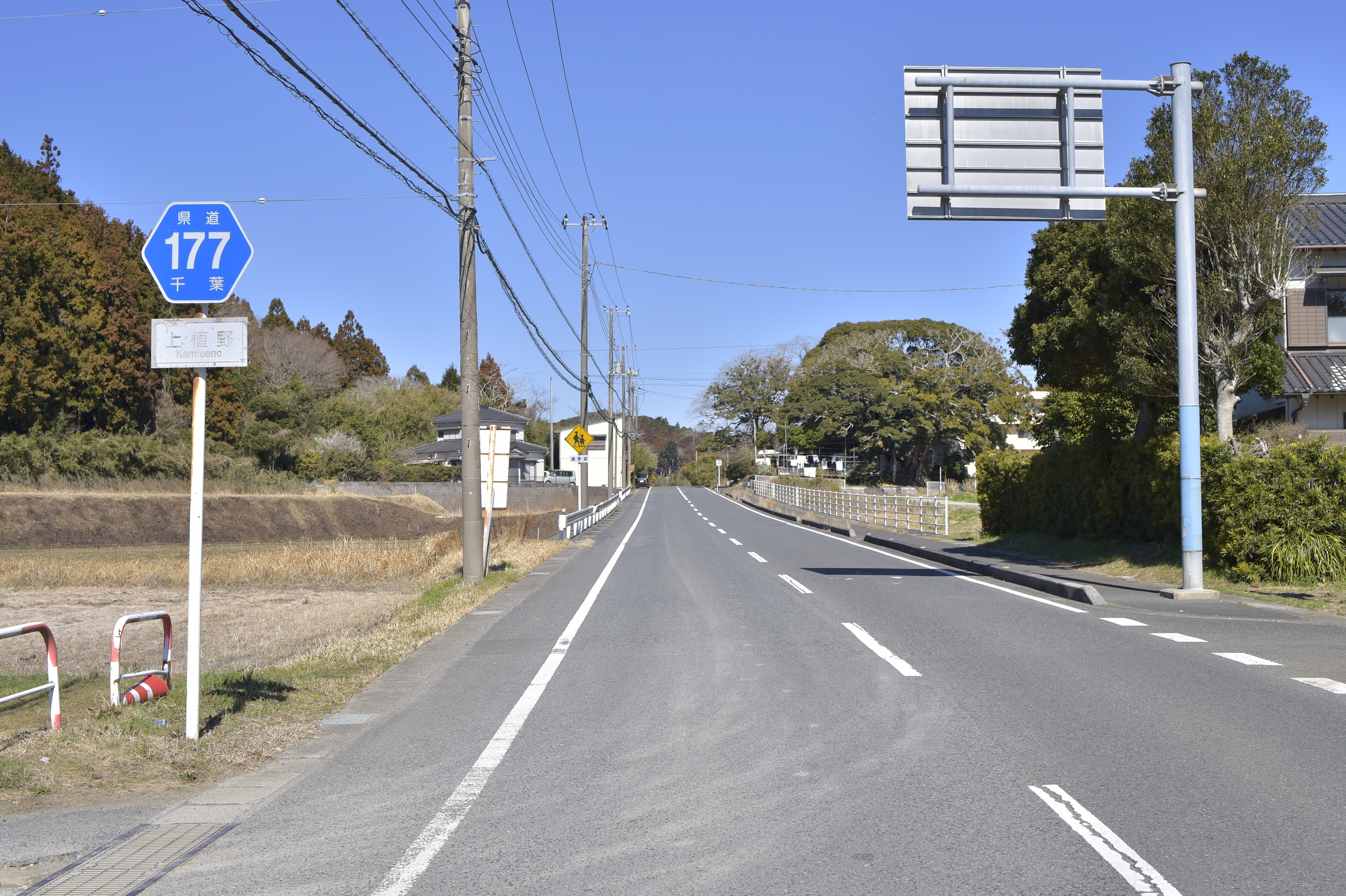
勝浦市上植野の県道82号交点付近（2023年2月）

### 通過する自治体
- 勝浦市
- 夷隅郡大多喜町

### 交差・接続する道路
- 国道128号 - 勝浦市興津（興津坂入口交差点、起点）
- 国道128号興津バイパス - 勝浦市興津（興津交差点） ※立体交差
- 千葉県道82号天津小湊夷隅線 - 勝浦市上植野 ※一部重複
- 千葉県道178号小田代勝浦線 - 勝浦市大森
- 国道465号 - 夷隅郡大多喜町市川（終点）

### 周辺
- 上総興津駅 - JR外房線
- 上総中野駅 - 小湊鉄道線・いすみ鉄道線